# David Conrad
David Crawford Conrad (Pittsburgh, Pennsylvania, USA, 1969. augusztus 17. – ) amerikai színész. Legismertebb szerepe: Jim Clancy, a Szellemekkel suttogó cím sorozatban.
Pittsburgh egyik külvárosában  Edgewoodban nőtt fel Jim Conrad, mérnök és Margaret Conrad, könyvtáros gyermekeként. Három fiútestvér közül ő a legfiatalabb. Tanulmányait a Kiski Schoolban kezdte Pittsburghben, majd a Brown Egyetemen történelmet tanult, de mivel a színészet jobban érdekelte, átiratkozott a Juilliard Schoolra. Az ismertséget a Szellemekkel suttogó című sorozat Jim Clancyje hozta meg számára Jennifer Love Hewitt-tel az oldalán.

## Filmográfia

### Filmek
| Év   | Cím                                                          | Szerep           | Magyar hangja   |
| ---- | ------------------------------------------------------------ | ---------------- | --------------- |
| 1994 | Under Heat                                                   | Simon            |                 |
| 1997 | Hófehérke – A terror meséje (Snow White: A Tale of Terror)   | Peter Gutenberg  | Rékasi Károly   |
| 1998 | Visszatérés a Paradicsomba (Return to Paradise)              | Tony             | Welker Gábor    |
| 1999 | The Weekend                                                  | Lyle             |                 |
| 2000 | Férfibecsület (Men of Honour)                                | Hanks parancsnok | Széles Tamás    |
| 2003 | Csak az a szex (Anything Else)                               | Dr. Phil Reed    | n.a             |
| 2005 | Ünneprontók ünnepe (Wedding Crashers)                        | Trap             | Vári Attila     |
| 2005 | Dumpster                                                     | Francis Kramer   |                 |
| 2008 | Crazy                                                        | Ryan Bradford    |                 |
| 2009 | Follow the Project                                           | Roger Coldon     |                 |
| 2011 | Gondolj rám! (Think of Me)                                   | Ted              | Dányi Krisztián |
| 2012 | Undaunted: The Forgotten Giants of the Allegheny Observatory | narrátor         |                 |
| 2023 | Basic Psych                                                  | Dan              |                 |

### Televíziós szereplések
| Év      | Cím                                                                          | Szerep                      | Megjegyzés                             |
| ------- | ---------------------------------------------------------------------------- | --------------------------- | -------------------------------------- |
| 1996–97 | Relativity                                                                   | Leo Roth                    | 17 epizód                              |
| 1999    | Csodák ideje (A Season for Miracles)                                         | Nathan Blair rendőrkapitány | tévéfilm, magyar hangja: Csankó Zoltán |
| 2000    | Roswell                                                                      | Daniel Pierce               | 5 epizód                               |
| 2003    | Boston Public                                                                | Dave Fields                 | 7 epizód                               |
| 2003    | L.A. Confidential                                                            | Ed Exley nyomozó            | tévéfilm                               |
| 2003    | Miss Match                                                                   | Michael Mendelson           | 18 epizód                              |
| 2005    | Doktor House (House M.D.)                                                    | Marty Hamilton              | 1 epizód                               |
| 2005–10 | Szellemekkel suttogó (Ghost Whisperer)                                       | Jim Clancy                  | 107 epizód magyar hangja Király Attila |
| 2006    | The Time Tunnel                                                              | Doug Phillips               | tévéfilm                               |
| 2010    | CSI: Miami helyszínelők (CSI: Miami)                                         | Gary Chapman                | 1 epizód                               |
| 2011    | A férjem védelmében (The Good Wife)                                          | Clark Willard bíró          | 1 epizód                               |
| 2012    | Beautiful People                                                             | Jerry                       | tévéfilm                               |
| 2012    | The Firm                                                                     | Ben Wilson                  | 2 epizód                               |
| 2013    | Esküdt ellenségek: Különleges ügyosztály (Law & Order: Special Victims Unit) | West biztos                 | 1 epizód                               |
| 2013–18 | A S.H.I.E.L.D. ügynökei (Agents of S.H.I.E.L.D.)                             | Ian Quinn                   | 8 epizód magyar hangja Kőszegi Ákos    |
| 2015    | Castle                                                                       | Frank Kelly                 | 1 epizód                               |
| 2016    | Masters of Sex                                                               | Mike Schaeffer              | 1 epizód                               |

## Fordítás
- Ez a szócikk részben vagy egészben  a   David Conrad című angol Wikipédia-szócikk ezen változatának fordításán alapul.  Az eredeti cikk szerkesztőit annak laptörténete sorolja fel. Ez a jelzés csupán a megfogalmazás eredetét és a szerzői jogokat jelzi, nem szolgál a cikkben szereplő információk forrásmegjelöléseként.